# Narciso Mina
Arrinton Narciso Mina Villalba (ur. 25 listopada 1982 w San Lorenzo) – ekwadorski piłkarz występujący na pozycji napastnika.

## Kariera piłkarska

### Kariera klubowa
W 2002 rozpoczął swoją karierę w klubie Deportivo Cuenca. Występował również w innych ekwadorskich klubach LDU Cuenca, LDU Loja, Deportivo Azogues, Manta FC i Barcelona SC. 27 października 2009 został wypożyczony do argentyńskiego klubu CA Huracán, ale nie zagrał żadnego meczu. Dlatego w marcu 2010 wyjechał do Ukrainy, gdzie został piłkarzem Czornomorca Odessa, w którym występował na zasadach wypożyczenia do czerwca. Po powrocie grał w ekwadorskim zespole Manta FC. Od 2011 broni barw Independiente José Terán.

### Kariera reprezentacyjna
Od 2008 występował w reprezentacji Ekwadoru.